# Manaus
Manaus est la capitale de l'État de l'Amazonas, dans le Nord-Ouest du Brésil. C'est également la plus grande ville de l'Amazonie. La ville a été fondée par les Portugais en 1669 sur les rives du Rio Negro, à proximité de son confluent avec l'Amazone. Elle comptait 2 145 444 habitants et 2 631 239 dans la Région Métropolitaine au recensement de 2018,. Manaus avec son parc industriel est la plus importante métropole de la Région Nord du Brésil. La municipalité s'étend sur 11 401 kilomètres carrés.
La métropole de la jungle possède une infrastructure sophistiquée d’hôtellerie alliée à un ensemble d’architecture d'importance historique qui fait de Manaus l'une des villes les plus originales du pays. Elle est une porte d'entrée de la forêt amazonienne.

## Climat
Manaus bénéficie d'un climat tropical de mousson : la température moyenne est supérieure à 18,0 °C quel que soit le mois considéré, et les précipitations du mois le plus sec sont inférieures à 60 mm (57,3 mm au mois d'août). Il est classé comme Am dans la classification de Köppen car les précipitations du mois le plus sec sont supérieures à [100-(précipitations annuelles moyennes)/25], soit à (100-2 286,2/25) soit à 8,55. Les températures ne connaissent que des variations journalières, les variations saisonnières étant trop faibles pour être significatives. Quant aux précipitations, elles connaissent d'importantes fluctuations au cours de l'année avec des pluies très abondantes de novembre à mai (maximum de 313,5 millimètres en mars) et des pluies nettement moins abondantes de juin à octobre (minimum de 57,3 millimètres en août). La ville est une des plus orageuses du monde : plus de 150 jours d'orage par an.
| Mois                              | jan.  | fév.  | mars  | avril | mai   | juin  | jui. | août | sep. | oct.  | nov. | déc.  | année   |
| --------------------------------- | ----- | ----- | ----- | ----- | ----- | ----- | ---- | ---- | ---- | ----- | ---- | ----- | ------- |
| Température minimale moyenne (°C) | 23,1  | 23,1  | 23,2  | 23,3  | 23,3  | 23    | 22,7 | 23   | 23,5 | 23,7  | 23,7 | 23,5  | 23,3    |
| Température moyenne (°C)          | 26,1  | 26    | 26,1  | 26,3  | 26,3  | 26,4  | 26,5 | 27   | 27,5 | 27,6  | 27,3 | 26,7  | 26,6    |
| Température maximale moyenne (°C) | 30,5  | 30,4  | 30,6  | 30,7  | 30,8  | 31    | 31,3 | 32,6 | 32,9 | 32,8  | 32,1 | 31,3  | 31,4    |
| Précipitations (mm)               | 260,1 | 288,3 | 313,5 | 300,1 | 256,3 | 113,6 | 87,5 | 57,3 | 83,3 | 125,7 | 183  | 216,9 | 2 286,2 |

## Histoire

### L'aventure du caoutchouc

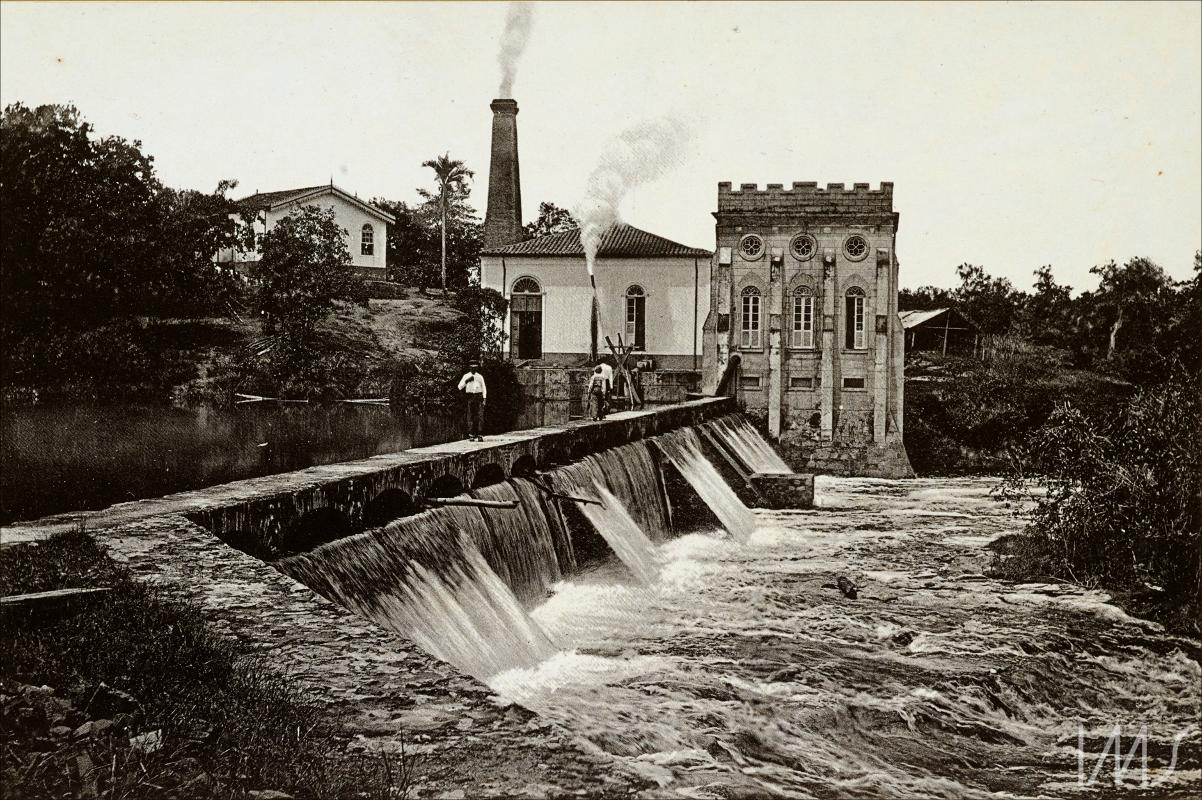
Usine Cachoeira Grande, v. 1890.

Manao est la mère des dieux dans la religion arawak.
Dans la seconde moitié du XIXe siècle, poussée par le développement de l'automobile et de l'industrie du pneumatique, la commune — qui est encore un village — se lance dans la récolte du latex, matériau de base dans la fabrication du caoutchouc. L'ascension est fulgurante : les capitaux venus d’Europe affluent et la ville se développe à un rythme frénétique.
Grâce à cette économie et la présence d'un port fluvial citadin, la ville connaît un grand développement autant économique par les échanges maritimes que culturel. On donne alors à Manaus le titre de « Paris des Tropiques ».
Les plus aisés des habitants y vivent dans un luxe tapageur qui contraste singulièrement avec le misérable quotidien des seringueiros (les travailleurs de l'hévéa, la plupart originaires des régions pauvres du Nordeste). Anecdote révélatrice de cette démesure, on rapporte que certains « barons du caoutchouc » envoyaient laver leur linge au Portugal.
Mais en 1876, l'explorateur et scientifique britannique Henry Alexander Wickham réussit à sortir du Brésil une grande quantité de graines qu'il envoie à Londres. Les agronomes réussissent à faire pousser en serre des hévéas qui sont ensuite transplantés en Indonésie et en Malaisie, où la production se développe de façon constante. À partir de 1912, l'hévéa d'Indonésie et de Malaisie supplante celui d'Amazonie, plongeant durablement la ville dans le marasme économique.

### Manaus aujourd’hui

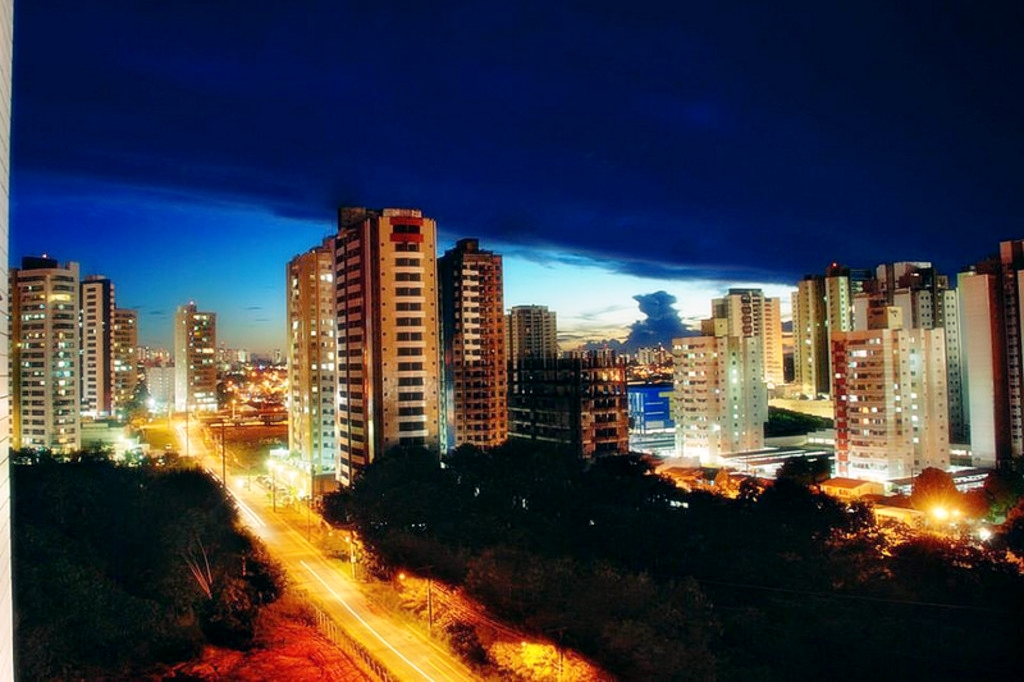
Manaus en 2014.

Depuis les années 1950, grâce à une mesure gouvernementale lui accordant le statut de zone franche, la ville a retrouvé un dynamisme économique et joue actuellement un rôle important sur le plan national : elle constitue le troisième pôle industriel du pays, derrière São Paulo et Rio de Janeiro. La ville connaît également une embellie avec l'exploitation des produits de la forêt amazonienne.
Manaus a conservé nombre de monuments qui témoignent de son fastueux passé. Vestige de l'époque du caoutchouc, le Teatro Amazonas, inauguré le 31 décembre 1896, a repris du service en 1997, après avoir été fermé durant plusieurs décennies. Il accueille chaque année des grands noms de l'art lyrique dans le Festival Amazonas de Ópera (pt).
Non loin, jouxtant le port flottant, le marché municipal a débordé des limites du hangar en fer du système belge Danly qui fut construit pour l'accueillir au début du XXe siècle. C'est le lieu de rencontre entre les citadins et les personnes qui vivent en forêt, et qui se rendent à Manaus vendre les produits de la nature (manioc, poissons, artisanat…), et y acheter les produits industriels de première nécessité pour pouvoir vivre dans la jungle.
La ville et son opéra ont également une place majeure dans le film Fitzcarraldo de Werner Herzog sorti en 1982.

## Économie
La zone franche a été créée comme une aire de libre commerce pour développer l'Amazonie Centrale, la zone franche de Manaus est rapidement devenue un complexe d'intense activité commerciale et industrielle. On peut y trouver les principales industries brésiliennes d'électroménager, électronique, montres, vélos, ordinateurs, jouets, motomarines, lunettes et motocyclettes (Honda depuis 1976), approvisionnant le marché interne. Le commerce est vigoureux, offrant des produits de haute technicité à bas prix.
Aujourd'hui, Manaus reçoit des touristes du monde entier désireux de découvrir la faune et la flore extraordinaire que l'on peut apercevoir dans cette région du Nord-Ouest du Brésil. La ville possède plusieurs parcs écologiques et domaines verts.
Le préfixe téléphonique brésilien pour appeler vers Manaus (appelé DDD) est 92,.

## Transport
Manaus est desservie par l'aéroport de Manaus-Eduardo Gomes, situé à 14 kilomètres au nord du centre-ville. Il y a un grand transport de marchandises et un accès touristique par le Port de Manaus.

## Criminalité
Un leader indigène d’Amazonie, Francisco Pereira, cacique de l'ethnie Tukano, engagé pour la protection de l'environnement est tué par balle chez lui à Manaus en février 2019.

## Politique et administration

### Administration municipale
La ville est dirigée par un maire (prefeito) et elle compte avec une assemblée municipale de 41 membres, élus pour quatre ans, qui font les lois municipales.
| Période                                  | Période          | Identité             | Étiquette | Qualité |
| ---------------------------------------- | ---------------- | -------------------- | --------- | ------- |
| 1er janvier 2005                         | 31 décembre 2008 | Serafim Corrêa       | PSB       |         |
| 1er janvier 2009                         | 31 décembre 2012 | Amazonino Mendes     | PTB       |         |
| 1er janvier 2013                         | en cours         | Arthur Virgílio Neto | PSDB      |         |
| Les données manquantes sont à compléter. |                  |                      |           |         |

## Culture

### Monuments et sites remarquables

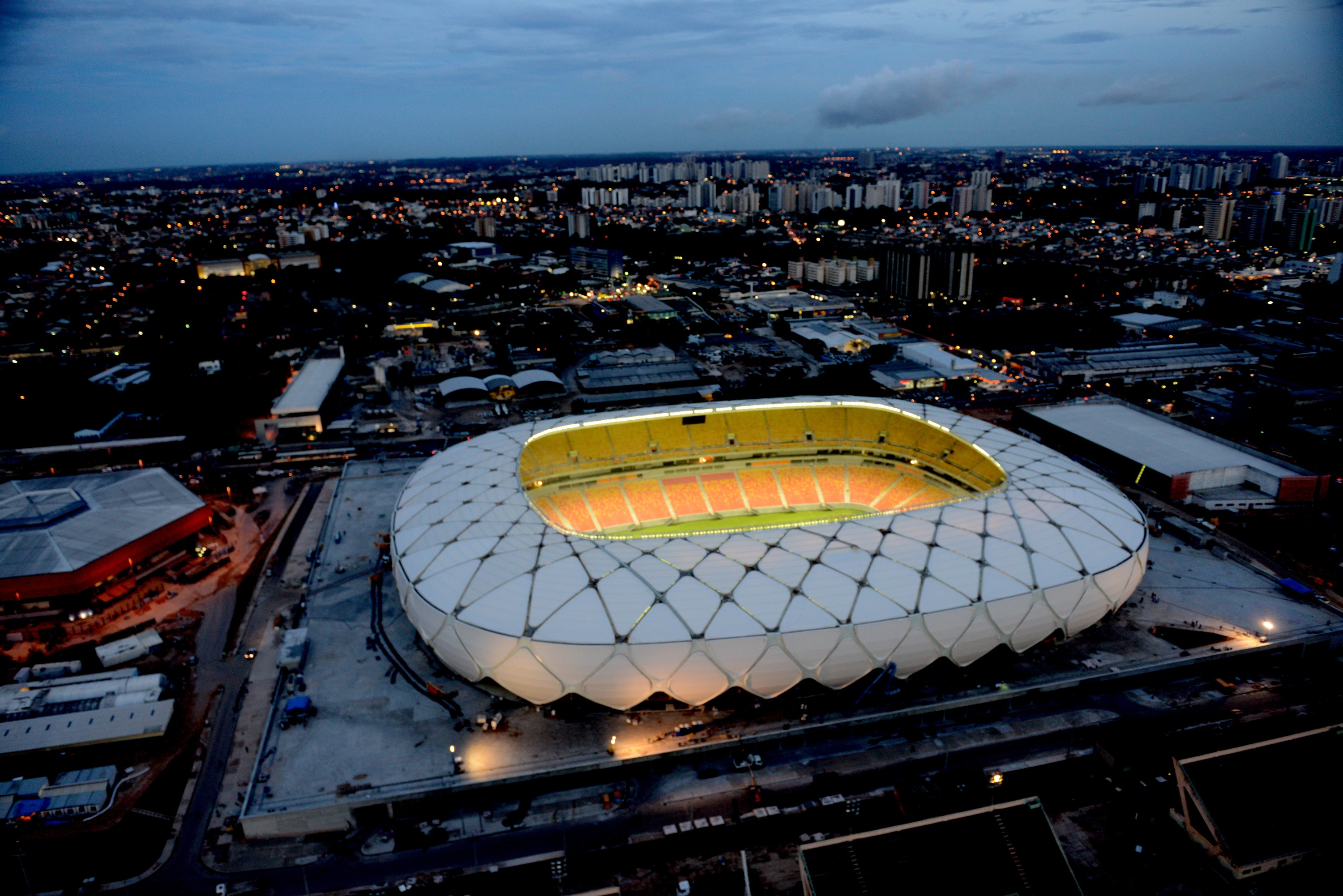
Arena da Amazônia de nuit.

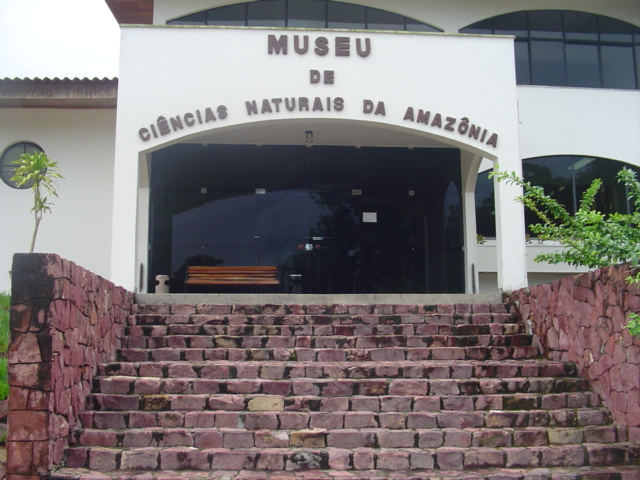
Musée des Sciences naturelles d'Amazonie.

#### Arena da Amazônia
L'arena da Amazônia est un stade de football spécialement construit pour la Coupe du monde de football de 2014. Il répond à des normes écologiques et de développement durable[réf. souhaitée].

#### Jardin botanique Adolpho Ducke
Le jardin botanique Adolpho Ducke, situé dans une réserve écologique de cent kilomètres carrés, revendique le titre de plus grand jardin du monde, avec un grand nombre d'espèces végétales et animales.

#### Parc municipal du Mindú
Localisé dans une aire urbaine, au quartier du Parc 10 de Novembro. Il a été créé en 1992 pour être une aire d'intérêt écologique. Il s'étend sur une surface de trente-trois hectares de forêt rémanente de la ville, servant aux activités scientifiques, éducatives, culturelles et touristiques. C'est un des derniers refuges du sauim-de-coleira, espèce de singe qui ne se trouve que dans la région de Manaus, et qui est en voie d'extinction. Le parc dispose d'une bibliothèque, avec un centre d'informations sur l'environnement. Il possède un amphithéâtre de six cents places, des plates-bandes cultivées d'herbes ayant des propriétés curatives et aromatiques, des orchidées, des pistes suspendues et signalisation visant au développement de programmes d'éducation environnementale.

#### Parc animalier
Administré par l'armée brésilienne, il possède quelque trois cents espèces d'animaux de la faune amazonienne : singes, jaguars, piranhas, serpents, caïmans, aras, tapirs et jabutis.

#### Rencontre des eaux

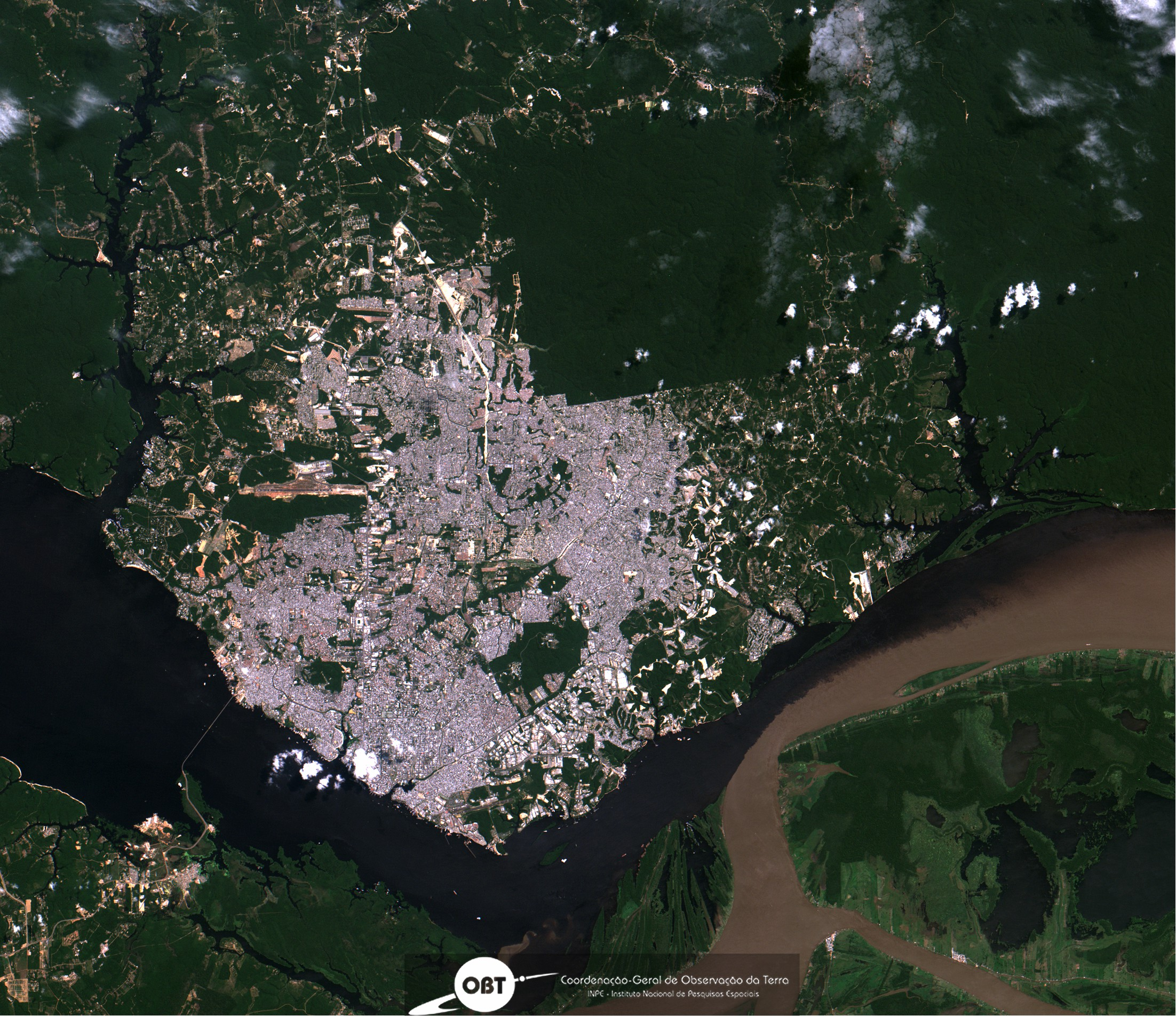
Manaus, l'Amazone boueuse et le Rio Negro noir.

Ce phénomène naturel est produit par la confluence des eaux noires du río Negro avec les eaux beiges du Solimões, qui se rejoignent pour former l'Amazone. Sur plusieurs kilomètres, les eaux des deux rivières coulent conjointement sans se mélanger,. Ce phénomène est causé par l'écart de température entre leurs eaux et par la vitesse de leur courant. Le río Negro coule à près de 2 km/h à la température de 28 °C tandis que le Solimões coule à une vitesse comprise entre 4 et 6 km/h, à une température de 22 °C.

#### Théâtre Amazonas

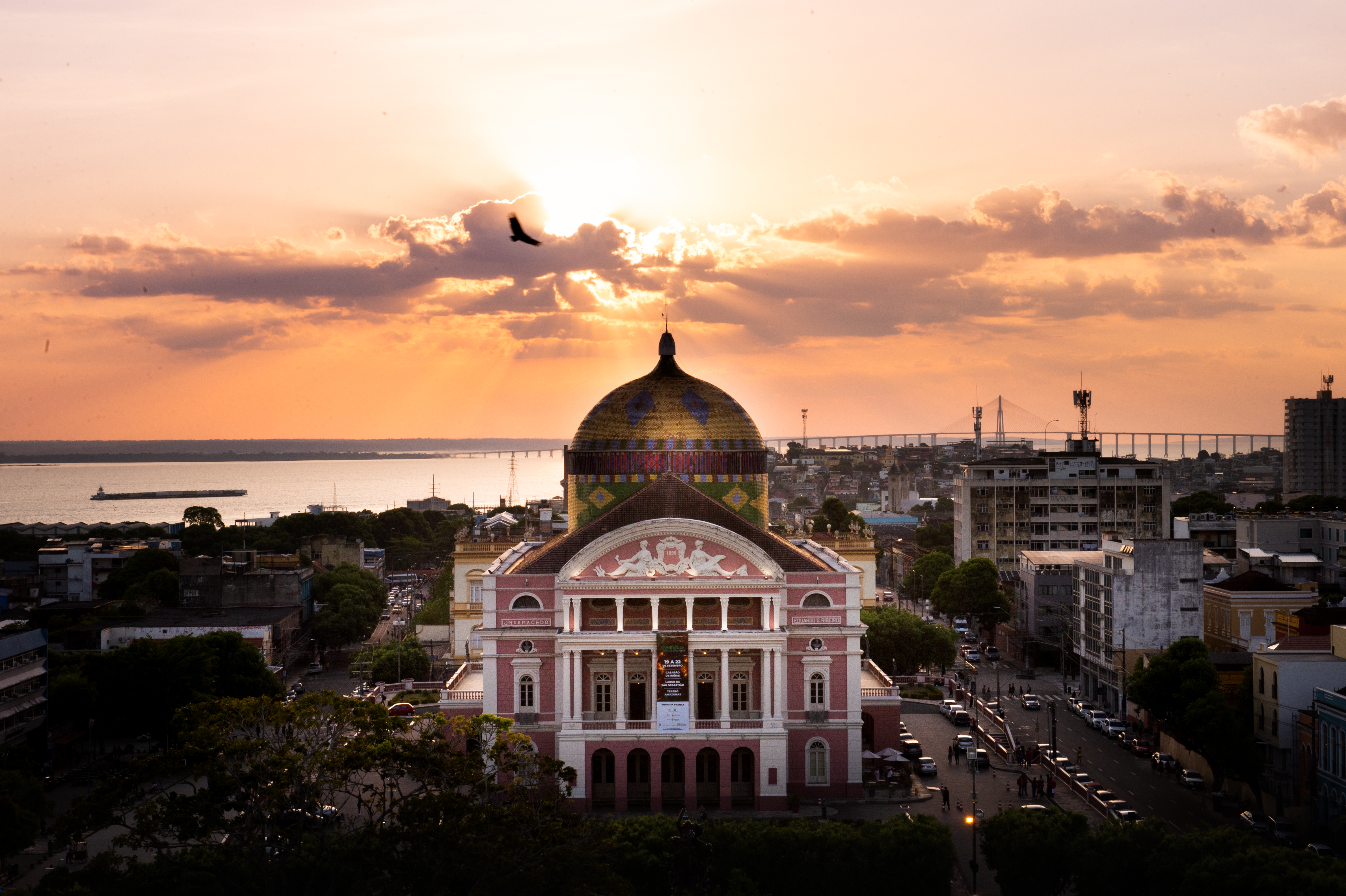
Théâtre Amazonas.

Le Théâtre Amazonas est le monument le plus symbolique et le plus grand de l'apogée économique de Manaus. Inauguré en 1896, il dispose de sept cents places. Il a été construit avec des briques apportées d'Europe, des verres français, du marbre italien et des tuiles d'Alsace. Les plus importantes compagnies d'opéra, de théâtre et d'orchestres symphoniques se sont produites dans ce théâtre. En revanche contrairement à ce qui est parfois affirmé, Sarah Bernhardt ne s'y est jamais produite.

### Archevêché
- Archidiocèse de Manaus
- Cathédrale Notre-Dame-de-la-Conception de Manaus

### Le Centre d'instruction de la guerre dans la jungle (CIGS)
Manaus abrite aussi le Centro de Instrução de Guerra Na Selva (CIGS, Centre d'instruction de la guerre dans la jungle), créé en 1964 par un décret du maréchal Castello Branco, qui renversa le président João Goulart la même année. Disposant de zones énormes, le CIGS a été utilisé sous la dictature comme centre d'entraînement à la « guerre contre-révolutionnaire » (y compris les méthodes de torture) : le général Paul Aussaresses, aux commandes lors de la bataille d'Alger, y enseigna notamment, tandis que la DINA chilienne, la police politique d'Augusto Pinochet, y envoyait des contingents se former. Aujourd'hui, selon son site officiel, le CIGS participe aussi à des missions environnementales et à la recherche scientifique, bien qu'il se donne encore comme mission de promouvoir la « mystique du guerrier de la jungle ».

### Sport
La ville dispose de nombreuses installations sportives, parmi lesquelles l'arena da Amazônia, le Vivaldão, le stade Ismael-Benigno, le stade municipal Carlos-Zamith ou encore le stade de l'ULBRA.

## Jumelages
- Belém (Brésil) depuis 2004
- Pérouse (Italie) depuis 2006
- Goiânia (Brésil) depuis 2006
- Charlotte (États-Unis) depuis 2007
- Hamamatsu (Japon) depuis 2008
- Saint-Domingue (République dominicaine) depuis 2008
- Shanghai (Chine) depuis 2009
- Lima (Pérou) depuis 2010
- Jerusalem (Israël) depuis 2010[14]
- Casablanca (Maroc) depuis 2010
- Braga (Portugal) depuis 2016[15]

## Galerie

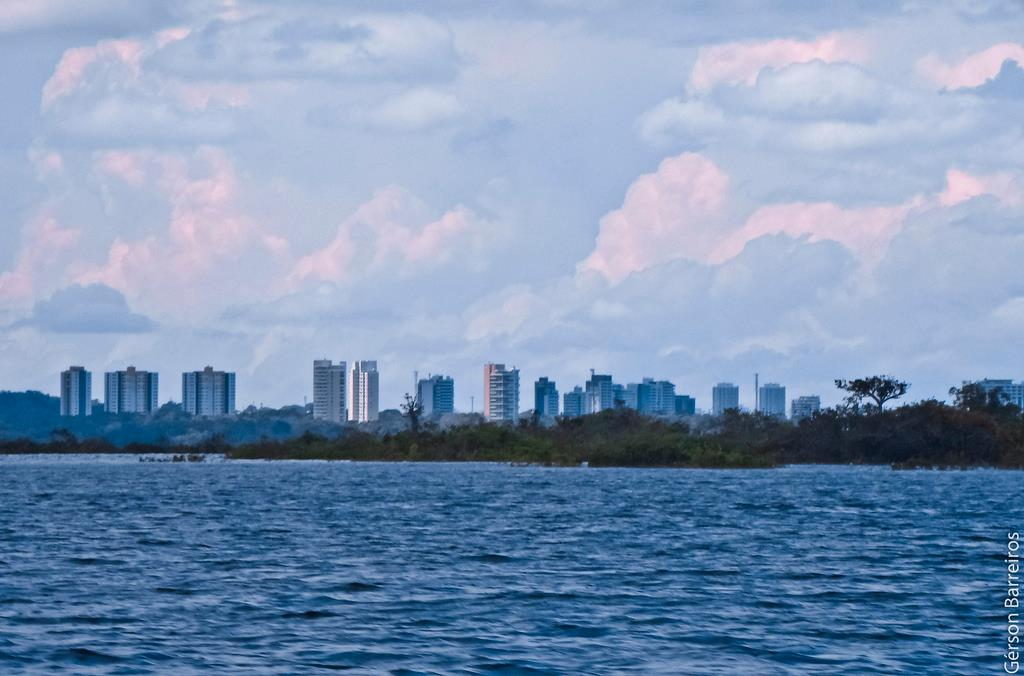
Vue de Manaus
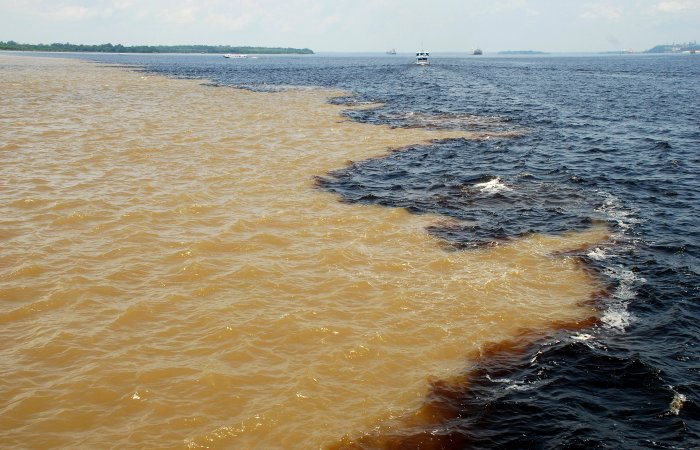
Rencontre des eaux du Rio Negro et du Rio Solimões
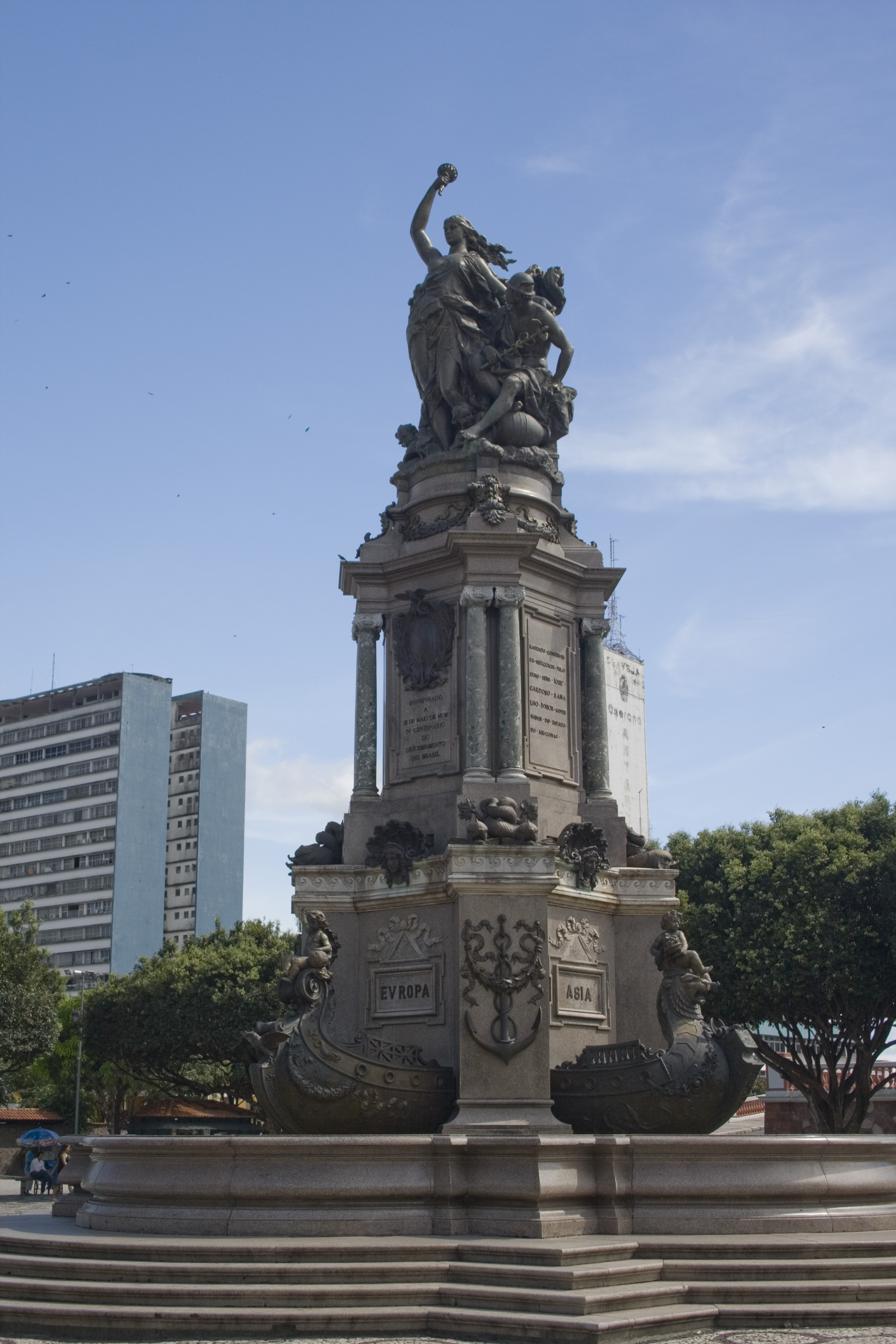
Monument à L'ouverture des Ports.